# Fitor (AOC)

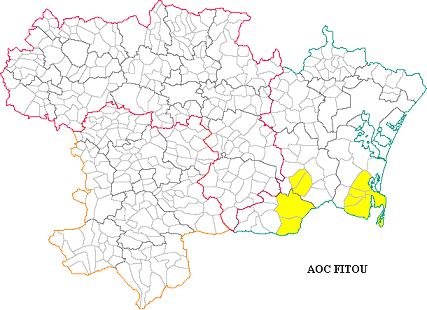
Àrea de producció de l'AOC Fitor

El Fitor (occità: Fitor, francès: Fitou) és un vi negre amb denominació d'origen controlada produït en una petita part al sud del massís de les Corberes, a l'Aude. En aquest mateix terrer, els viticultors també tenen dret a produir, amb diferents varietats de raïm, els vins dolços naturals de Rivesaltes i el Moscat de Ribesaltes. És la denominació d'origen vinícola més antiga del Llenguadoc.
La forma més antiga és villa Fictorio, atestada el 990. A partir d'ella deriva la forma de Fitorio (1270). Aquests topònims estan units al llatí fictorium i a la seva declinació fictonem diminutiu de ficta (fita, marca).
Amb una superfície de 2.562 hectàrees, el 2005 es van produir 93.463 hectolitres. El 2008, la superfície era estable amb 2.665 ha, igual que la producció (90.023 hectolitres).
L'àrea de producció geogràfica inclou el territori dels municipis següents del departament de l'Aude: Caçcastèl de las Corbièiras, Vilanòva de las Corbièras, Pasiòls, Tuissan, Las Cavas de Trelhas, Fitor, La Pauma, Leucata i Trelhas.